# Euryomma rufifrons
Euryomma rufifrons är en tvåvingeart som beskrevs av Stein 1911. Euryomma rufifrons ingår i släktet Euryomma och familjen takdansflugor. Inga underarter finns listade i Catalogue of Life.